# カイラリティ
カイラリティ（英: chirality）は、ある現象とその鏡像が同一にはならないような性質である。掌性ともいう。数学におけるカイラリティも参照のこと。粒子のカイラリティは、そのスピンによって定義することができる。2つのカイラリティの間の対称性変換はパリティ変換と呼ばれる。
1957年に呉健雄らによって行われた、コバルト60の原子核の弱い崩壊に対する実験は、宇宙のパリティ対称性の破れを実証した。

## カイラリティとヘリシティ
カイラリティとヘリシティとは異なる概念であり、質量を持つ粒子の場合に条件によって同一とはならない。
ヘリシティの定義は、ある粒子について、スピンの方向と運動の方向とを観測し、同じであるならヘリシティは右巻きである。粒子のスピンの方向と運動の方向が逆向きの場合は、その粒子のヘリシティは左巻きである。回転に対する慣習により、時計が前方方向に進んでいるとすると、その針の回転は左巻きのヘリシティを持つ。数学的に、粒子のヘリシティはスピンベクトルの運動量ベクトルへの射影の符号である。このとき、左巻きは負、右巻きは正である。 
これに対し、粒子のカイラリティの定義はより抽象的である。それは、粒子の数学がポアンカレ群の右巻き表現か左巻き表現かによって決定される。しかしながら、ディラック・スピノルのようないくつかの表現は、右巻きと左巻き両方の成分を持つ。このような場合、右巻きまたは左巻きのどちらかの成分を射影する射影演算子を定義し、表現の右巻きと左巻きの割合を議論することができる。）
質量のない粒子の場合 —光子、グルーオン、そして（仮説上の）重力子など—；カイラリティはヘリシティーと同一である。ある与えられた質量0の粒子のスピンの向きは、観測者の視点に関わらず運動の進む軸と同じ方向である。
質量がある粒子の場合 —電子、クォーク、そしてニュートリノなど—；カイラリティおよびヘリシティーは区別する必要がある。これらの粒子の場合、観測者の座標系をスピンしている粒子を追い越す基準座標系へと変えることが可能であり、この座標系では観測者に対する粒子の相対的な運動の方向は後ろ向きになるため、ヘリシティ（これは'見かけ上のカイラリティ'と見なすべきであろう）が反転される。  
質量のない粒子は光速で運動するので、光速以下でしか運動することのできない現実の観測者はこの粒子と運動の相対方位が逆転する基準座標系にいることはできない。つまり、すべての現実の観測者にとって可能などの基準座標系から見ても、この粒子のカイラリティは同じに見える。このため、質量0の粒子のスピンの向きは粒子の運動の方向のローレンツブースト（視点の変更）によって影響されず、その射影の符号（ヘリシティ）は慣性系によらず固定されている。よって、そのヘリシティは相対論的不変量である。
ニュートリノが質量を持つことを意味するニュートリノ振動の発見により、観測されている粒子の中で質量を持たないものは光子だけとなった。グルーオンも質量を持たないと見込まれているが、その仮定は未だ確実な検証がなされていない。それゆえ、カイラリティとヘリシティが同一な既知の粒子は現在のところ二種類であり、そのうち一つのみがこの事実が確証されていることになる。他の全ての観察されている粒子は質量を持っているため、慣性系によっては異なるヘリシティを持つ。重力子のような未発見の粒子が質量を持っていないことはあり得るので、その場合、その粒子のヘリシティは光子と同じく不変となる。

## カイラル理論
これまでの実験では、弱い相互作用をする左巻きフェルミ粒子しか観測されていない。ほとんどの環境で、二つの左巻きフェルミ粒子は右巻き同士または反対巻き同士のフェルミ粒子よりも強く相互作用をする。この効果は、宇宙は左巻きカイラリティを好んでおり、自然の他の力の対称性が破れていることを示唆する。  
ディラックフェルミ粒子 ψ のカイラリティは、固有値 ±1を持つ演算子γ5によって定義される。 それゆえ、どんなディラック場も、ψ に作用する射影演算子 (1–γ5)/2 or (1+γ5)/2 の演算によって、その左巻きまたは右巻き成分へ射影することができる。弱い相互作用のフェルミ粒子への結合の強さは、そのような射影演算子に比例する。この演算子は、その粒子のパリティ対称性の破れにも関わってくる。
よくある混乱の主な要因として、この演算子とヘリシティ演算子を混同してしまうことがある。質量を持つ粒子のヘリシティは基準座標系に依存するため、同じ粒子は一つの基準座標系に従って弱い力と相互作用し、別の基準系には従わないように見える。このパラドックスに対する回答は、カイラル演算子は質量0の粒子の場でのみヘリシティと同一であり、これに対するヘリシティは基準座標系に依存しない、ということである。質量を持つ粒子にとって、カイラリティはヘリシティと同一ではないので、弱い力の基準座標系依存性はない。同じく弱い力と相互作用をする粒子も全ての基準座標系へ依存しない。
左右のカイラリティが非対称な理論はカイラル理論と呼ばれ、パリティ対称な理論はベクトル理論と呼ばれることもある。カイラル理論はアノマリーキャンセレーションの問題を持つため、標準模型のほとんどの理論は非カイラル理論である。量子色力学はベクトル理論の一例である。この理論では、全てのクォークは両方のカイラリティを持ち、同じように結合するからである。
20世紀半ばに開発された電弱理論はカイラル理論の一例である。元来、この理論はニュートリノは質量を持たず、左巻きニュートリノ（そして、それらに相補的な右巻き反ニュートリノ）が存在すると仮定していた。ニュートリノが他のフェルミ粒子と同様に質量を持つことを暗示するニュートリノ振動が観測された後、改訂された現在の電弱理論は右巻きおよび左巻きのニュートリノを含んでいる。しかしながら、それは依然パリティ対称性に従わないカイラル理論である。
ニュートリノの厳密な性質はいまだ解明されておらず、提案されている電弱理論の用いているモデルはそれぞれ異なっている。しかし、多くはニュートリノのカイラリティをすでに解明されている他のフェルミ粒子のカイラリティと同様にして扱うことで適合させている。

## カイラル対称性
質量0のディラック粒子のフェルミオン場{\displaystyle \psi }を扱うベクトルゲージ理論はカイラル対称性を示す。例えば、スピンの左巻き成分と右巻き成分が独立に回転することは理論にとって違いをもたらさない。これは場に対する回転の作用として次のように記述することができる：
{\displaystyle \psi _{L}\rightarrow e^{i\theta _{L}}\psi _{L}}  and  {\displaystyle \psi _{R}\rightarrow \psi _{R}}
または
{\displaystyle \psi _{L}\rightarrow \psi _{L}}  and   {\displaystyle \psi _{R}\rightarrow e^{i\theta _{R}}\psi _{R}.}
N種類のフレーバーについて、単位回転SU(N)L×SU(N)Rを代わりに用いることができる。
質量のあるフェルミ粒子はカイラル対称性を示さない。ラグランジアンの質量項{\displaystyle m{\overline {\psi }}\psi }はカイラル対称性を破るとも言える。いくつかの理論においては、自発的対称性の破れが起こることがわかっている。これは量子色力学において最も顕著である。